# Józef Oleksy
Józef Oleksy, né le 22 juin 1946 à Nowy Sącz et mort le 9 janvier 2015 à Varsovie, est un homme d'État polonais, membre de l'Alliance de la gauche démocratique (SLD).
Après avoir été brièvement ministre des Relations avec les syndicats du régime communiste en 1989, il participe à la fondation de la SdRP, un parti social-démocrate en 1990, et devient trois ans plus tard président de la Diète. Il démissionne en 1995, après sa nomination comme président du Conseil des ministres, un poste qu'il occupe dix mois seulement, jusqu'en 1996. Après le retour de la gauche au pouvoir, en 2001, il est appelé au gouvernement en 2004 pour devenir vice-président du Conseil et ministre de l'Intérieur, mais il retrouve à peine trois mois plus tard la présidence de la chambre basse, qu'il cumule ensuite avec celle de la SLD. Il doit renoncer à toutes ses fonctions en 2005, après avoir été condamné pour ne pas avoir respecté la loi de lustration.

## Formation et carrière
Diplômé du département du commerce extérieur de l'École de planification et de statistique de Varsovie, il est titulaire d'un doctorat en sciences économiques. Il poursuit ensuite une carrière universitaire, étant notamment professeur à l'École de sciences économiques de Varsovie, puis professeur et doyen de la faculté des relations internationales de l'Académie des finances. Il est parallèlement actif dans le secteur privé, en tant que membre du conseil d'administration de KSP Polonia Warszawa, JW Construction ou encore JW Biochemical.

## Parcours politique

### En Pologne communiste
Il adhère au Parti ouvrier unifié polonais (PZPR) en 1968, tout en faisant partie pendant un temps de l'Union socialiste des étudiants polonais (SZSP).
En 1970, il est recruté par l'agence des renseignements opérationnels (AWO (pl), services secrets), puis par le PZPR sept ans plus tard, au sein du département du travail d'éducation idéologique du comité central. Il quitte le service de l'AWO en 1978, et est élu en 1981 à la présidence de la commission centrale d'audit par le dixième congrès du parti. Il a également dirigé la section du parti à l'école de sciences économiques de Varsovie.
Désigné au poste de secrétaire du comité du PZPR dans la voïvodie de Biała Podlaska en 1987, il abandonne cette fonction en 1989. Le 23 mars de cette année, il entre au gouvernement de Mieczysław Rakowski au poste de ministre des Relations avec les syndicats. À ce titre, il participe aux négociations de la « table ronde ».

### Président de la Diète
Aux élections législatives du 4 juin 1989, il est élu à la Diète sous les couleurs du PZPR, et participe, en 1990, à la fondation de la Social-démocratie de la république de Pologne (SdRP). En 1991, il est réélu député dans la circonscription de Siedlce sur la liste de la coalition de l'Alliance de la gauche démocratique (SLD). Celle-ci ayant remporté les législatives de 1993, il est élu président de la Diète le 14 octobre.

### Président du Conseil
Le 7 mars 1995, à la suite de l'adoption d'une motion de censure constructive par les deux partenaires de coalition, la SLD et le Parti paysan polonais (PSL), Waldemar Pawlak est remplacé par Józef Oleksy comme président du Conseil des ministres. Il démissionne cependant le 26 janvier 1996, après avoir été accusé par son ministre de l'Intérieur, Andrzej Milczanowski, imposé par le président Wałęsa, d'être un espion au service de la Russie, ce qui ne sera jamais confirmé par la suite.

### Le retour au pouvoir de la SLD dans les années 2000
Réélu député en 1997 et 2001, il fait son retour au gouvernement le 21 janvier 2004, comme vice-président du Conseil et ministre de l'Intérieur sous la direction de Leszek Miller. Il n'occupe ce poste que trois mois, puisqu'il retrouve la présidence de la Diète, le 21 avril, en remplacement de Marek Borowski, qui quitte la SLD. Le 18 décembre suivant, il est porté à la présidence du parti.

### Violation de la loi de lustration
Le 22 décembre 2004, le tribunal de lustration de première instance statue que, contrairement à sa déclaration officielle obligatoire, il a été un collaborateur secret de l'AWO entre 1970 et 1978. Deux semaines plus tard, il est révoqué de son poste par 379 voix contre 17 et 48 abstentions par les députés, puis est remplacé à la direction de la SLD par Wojciech Olejniczak le 21 mai 2005. Quelques mois plus tard, il échoue à se faire élire sénateur.
Le jugement de première instance est confirmé par la cour d'appel de lustration le 21 octobre 2005, mais la cour suprême, par un arrêt du 31 janvier 2007, casse la décision d'appel en estimant qu'Oleksy a rempli sa déclaration de bonne foi après qu'en 1997, un haut gradé lui ait dit que cette activité ne devait pas être mentionnée.

### Suspension de la SLD
Après qu'un journal en ligne a révélé des conservations privées, de septembre 2006, au cours desquelles il accusait Aleksander Kwaśniewski de détournement de biens publics et de vol, et décrivait, dans des termes désobligeants, les dirigeants Wojciech Olejniczak et Jerzy Szmajdziński, il est suspendu pour trois mois de la SLD le 29 mars 2007. Il quitte alors le parti, qu'il réintègre finalement le 1er février 2010.